# Leptobasis raineyi
Leptobasis raineyi är en trollsländeart som först beskrevs av Williamson 1915.  Leptobasis raineyi ingår i släktet Leptobasis och familjen dammflicksländor. Inga underarter finns listade i Catalogue of Life.